# Кухаренко Семен Вадимович
Семе́н Вади́мович Кухаре́нко — підполковник Збройних сил України, відзначився у ході російського вторгнення в Україну, учасник російсько-української війни, Герой України з врученням ордена «Золота Зірка» (2023).

## Життєпис
Семен Кухаренко народився й виріс у місті Сновську на Чернігівщині. Після закінчення Сновського ліцею № 3 вступив до військового вишу та присвятив себе військовій службі. Офіцер навесні та влітку 2023 року захищав населені пункти Донецької області, зокрема Бахмут. Завдяки успішній аеророзвідці зведеної групи та роботі групи операторів дронів-камікадзе вдалося знищити багато живої сили й техніки ворога. Отримав високу державну нагороду 1 жовтня 2023 року з рук Президента України Володимира Зеленського в День захисників і захисниць України на території Національного історико-архітектурного музею «Київська фортеця» в присутності військово-політичного керівництва держави та іноземних дипломатів.

## Нагороди
- звання Герой України з удостоєнням ордена «Золота Зірка» (28 вересня 2023) — за особисту мужність і героїзм, виявлені у захисті державного суверенітету та територіальної цілісності України, самовіддане служіння Українському народові.